# La Victime de la fiesta
La Victime de la fiesta est une huile sur toile réalisée par Ignacio Zuloaga entre 1909-1910. Le tableau est conservé à Hispanic Society, à New York.

## Contexte
Outre le thème de la tauromachie qu'il a souvent traité, Zuloaga s'est attaché à peindre les aspects sociaux les plus noirs de l'Espagne, (misère, prostitution), contrairement au peintre Joaquín Sorolla qui donnait à la même époque l'image d'une Espagne chatoyante. À l'occasion de l'exposition de l'Hispanic Society, le tableau fit scandale et initia une polémique autour du style de Zuloaga. En Espagne surtout, on lui reprochait de donner de son pays une image peu flatteuse, tandis qu'en France le tableau eut un grand succès au Salon de la Société nationale des beaux-arts de  Paris en 1911. L'éloge le plus vif lui vint de Charles Morice qui écrivait : « L'artiste basque est le plus grand peintre de cette exposition. » Il eut aussi l'approbation de critiques influents comme Paul Fort ou Catulle Mendès.
Environ un cinquième des œuvres de Zuloaga ont pour thème la tauromachie, le reste est partagé entre le thème de l'Espagne noire et les portraits mondains.

## Description
Le tableau présente un vieux picador monté sur un vieux cheval blanc à l'aspect pitoyable. Selon le catalogue de l'exposition de The Hispanic Society of America, le modèle du peintre était son chauffeur,  et le cheval avait été une authentique victime de la fiesta, blessé dans une corrida, racheté à des gitans par Zuloaga lui-même qui l'avait fait soigner sans jamais obtenir une guérison complète.
Une autre version du même sujet a été traitée par Zuloaga en 1923 : une huile sur toile de 78,1 × 99,1 cm, présentant cette fois le même cavalier au milieu d'autres cavaliers et chevaux voir la version du Metropolitan museum.